# Chengdu Rongcheng FC
Der Chengdu Rongcheng Football Club (chinesisch 成都蓉城足球俱乐部) ist ein Fußballverein aus Chengdu (chinesisch 成都) in China. Der Verein spielt in der Chinese Super League, der höchsten Spielklasse des Landes.

## Namenshistorie
| Von  | Bis   | Name                                         |
| ---- | ----- | -------------------------------------------- |
| 2018 | 2020  | Chengdu Better City FC (chinesisch 成都兴城) |
| 2021 | heute | Chengdu Rongcheng FC (chinesisch 成都蓉城)   |

## Erfolge
- Chinese Champions League: 2018  ▲
- China League Two: 2019  ▲

## Stadion
Der Verein trägt seine Heimspiele im Sichuan Longquanyi, auch bekannt als Chengdu Longquanyi Football Stadium (chinesisch 成都龙泉驿足球场), in Chengdu (chinesisch 成都), Provinz Sichuan (chinesisch 四川), aus. Das Stadion hat ein Fassungsvermögen von 30.000 Personen.

## Saisonplatzierung
| Saison | Liga                     | Level | Platz              |
| ------ | ------------------------ | ----- | ------------------ |
| 2018   | Chinese Champions League | 4     | 2. ▲               |
| 2019   | China League Two         | 3     | 1. (South Group) ▲ |
| 2020   | China League One         | 2     | 1. (Group A)       |
| 2021   | China League One         | 2     | 4. ▲               |
| 2022   | Chinese Super League     | 1     | 5.                 |
| 2023   | Chinese Super League     | 1     | 4.                 |

## Trainerchronik
Stand: 8. Februar 2022
| Trainer             | Nation              | von               | bis               |
| ------------------- | ------------------- | ----------------- | ----------------- |
| Wei Qun             | Volksrepublik China | 20. März 2018     | ?                 |
| José Carlos Granero | Spanien             | 20. März 2018     | 13. Dezember 2020 |
| Seo Jung-won        | Südkorea            | 12. Dezember 2020 | heute             |